# Antoni Muntanyola i Carné
Antoni Muntañola i Carné (Barcelona, 2 d'octubre de 1883 - Barcelona, 8 de novembre de 1951) fou un dibuixant humorístic, autor teatral, il·lustrador i editor de llibres infantils. Antoni Muntañola va néixer al carrer Ciutat, de Barcelona, fill d'Antoni Muntañola i Portabella, natural de Barcelona, i de Carme Carné i Cassart (*-1928), natural de Sant Feliu de Codines.
Va ser el creador de la imatge gràfica d'En Patufet l'any 1904. En els seus dibuixos firmava amb el nom de Amyc o Amic. Va realitzar il·lustracions per les revistes Cu-Cut!, En Patufet i La Mainada L'any 1917 fundaria la innovadora Editorial Muntañola dedicada als llibres il·lustrats per a infants.
A banda de la seva activitat artística, va ser el director general de l'empresa "Central d'Obres i Crèdit", una empresa que més tard, en 1962, seria adquirida pel grup Mapfre. Aquesta activitat empresarial ja l'havia desenvolupat el seu pare, sent un dels impulsors del "Banco Universal" de Barcelona el 1882.
Antoni Muntañola i Carné es va casar amb Consol Tey i Enrich. Va viure a la Rambla de Catalunya, número 43, de Barcelona.

## Obres de teatre
- L'Exministre : drama en tres actes, 1911.[8]
- L'Esbojarrada, comèdia barcelonina en quatre actes i en prosa 1912.[9]

## Publicacions
- Joan Feréstec. Text de Carles Riba,il·lustracions de Junceda, 1918.[10]
- Joan Barroer. Text de Carles Riba, il·lustracions de Xavier Nogués, 1918.[11]